# Шилов, Сергей Андреевич

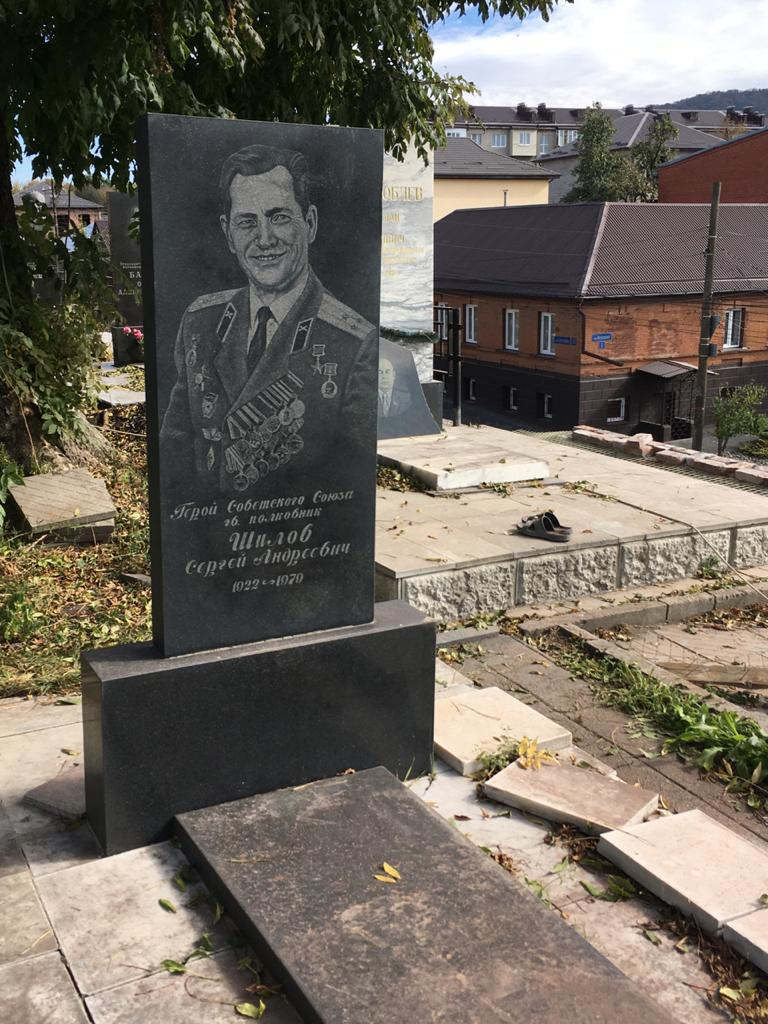
Могила Сергея Шилова около Осетинской церкви. Памятник культурного наследия федерального значения

Сергей Андреевич Шилов (01.04.1922 — 17.07.1979) — командир батареи артиллерийского дивизиона 34-й гвардейской мотострелковой бригады, гвардии капитан. Герой Советского Союза.

## Биография
Родился 1 апреля 1922 года в селе Большой Ильбин ныне Саянского района Красноярского края. Окончил 8 классов, работал в колхозе.
В октябре 1941 года был призван в Красную Армию и направлен в военное училище. В июне 1942 года окончил Киевское Краснознамённое артиллерийское училище, эвакуированное в город Красноярск. На фронте с июля 1942 года. Воевал 1-м и 2-м Украинском и 1-м Белорусском фронтах. Член ВКП(б)/КПСС с 1943 года. К началу 1945 года гвардии капитан Шилов — командир батареи артиллерийского дивизиона 34-й гвардейской мотострелковой бригады. Особо отличился в боях в ходе Висло-Одерской наступательной операции в январе 1945 года.
20 января 1945 года в бою за город Радзеюв гвардии капитан Шилов со своей батареей совершил манёвр в обход узла сопротивления врага и нанес ему внезапный огневой удар с тыла. Противники стали отходить, неся значительные потери в живой силе и технике. Город был освобождён советскими войсками.
Указом Президиума Верховного Совета СССР от 27 февраля 1945 года за образцовое выполнение боевых заданий командования и проявленные при этом мужество и героизм гвардии капитану Шилову Сергею Андреевичу присвоено звание Героя Советского Союза с вручением ордена Ленина и медали «Золотая Звезда».
Войну закончил заместителем командира дивизиона. После войны продолжал службу в составе Группы советских войск в Германии. В 1955 году окончил Военную академию им. Фрунзе. С 1974 года полковник Шилов — в запасе.
Жил в городе Орджоникидзе. Работал начальником цикла — старшим преподавателем военной кафедры Северо-Кавказского горно-металлургического института. Скончался 17 июля 1979 года. Похоронен во Владикавказе в пантеоне у Осетинской церкви.

## Награды
Награждён орденами Ленина, Красного Знамени, Красной Звезды, медалями.